# Vols entre rêve et réalité
Pour plus de détails, voir Fiche technique et Distribution.
Vols entre rêve et réalité (en russe : Полёты во сне и наяву, Polioty vo sne i nayavu) est un film dramatique soviétique réalisé en 1982 par Roman Balaïan, produit par le Studio Dovjenko. Le scénario signé Viktor Merejko et Sergueï Antonov (ru) raconte l'histoire d'un homme (Oleg Yankovski) qui traverse la crise de la quarantaine.

## Synopsis
À l'approche de ses quarante ans, Sergueï Makarov (Oleg Yankovski), un architecte, éprouve un sentiment constant de malaise et d'insatisfaction ce qui le pousse à adopter un comportement étrange et provocant dans l'espoir que cela aboutisse à des changements dans sa vie, à une révélation, celle de la connaissance de soi. Son entourage est las de ses mensonges, de ses absences, de ses mauvaises plaisanteries au point que son ami Nikolaï en tête-à-tête lui fait savoir qu'il le croit malade.

## Fiche technique
- Titre français : Vols entre rêve et réalité
- Titre original : Полёты во сне и наяву (Polioty vo sne i nayavu)
- Réalisation : Roman Balaïan
- Scénario : Viktor Merejko et Sergueï Antonov (ru)
- Photographie : Vilen Kalyuta (en)
- Compositeur : Vadim Khrapatchev (ru)
- Production : Studio Dovjenko
- Pays d'origine : Union soviétique
- Format : couleur-35 mm
- Durée : 90 minutes
- Dates de sortie :
  - Union soviétique : 17 janvier 1983

## Distribution
- Oleg Yankovski : Sergueï Makarov, employé d'un cabinet d'architecte
- Lioudmila Gourtchenko : Larissa Kouzmina, collègue amoureuse de Sergueï
- Oleg Tabakov : Nikolaï Pavlovitch, chef de Sergueï
- Lioudmila Ivanova : Nina, collègue de Sergueï
- Ludmila Zorina (ru) : Natacha, femme de Sergueï
- Oleg Menchikov : Sergueï Sinitsyne, compagnon d'Alissa
- Alexandre Adabachyan : sculpteur (voix : Iouri Bogatyriov)
- Nikita Mikhalkov : réalisateur
- Elena Mikhaïlova (ru) : aiguilleuse
- Sergueï Ivanov (ru) : acteur
- Valeri Panarine (ru) : ami de Sergueï Makarov
- Elena Kostina : Alissa Souvorova, maîtresse de Sergueï Makarov
- Lubov Roudneva : Svetlana, collègue de Sergueï Makarov

## Distinctions
- Prix d'État de l'URSS pour Oleg Yankovski en 1987.